# Neuer jüdischer Friedhof (Zeltingen)
Der neue jüdische Friedhof Zeltingen befindet sich in Zeltingen-Rachtig, einer Ortsgemeinde im Landkreis Bernkastel-Wittlich in Rheinland-Pfalz. Der jüdische Friedhof in einem kleinen Waldstück „Im oberen Kuhkordel“ ist ein geschütztes Kulturdenkmal.

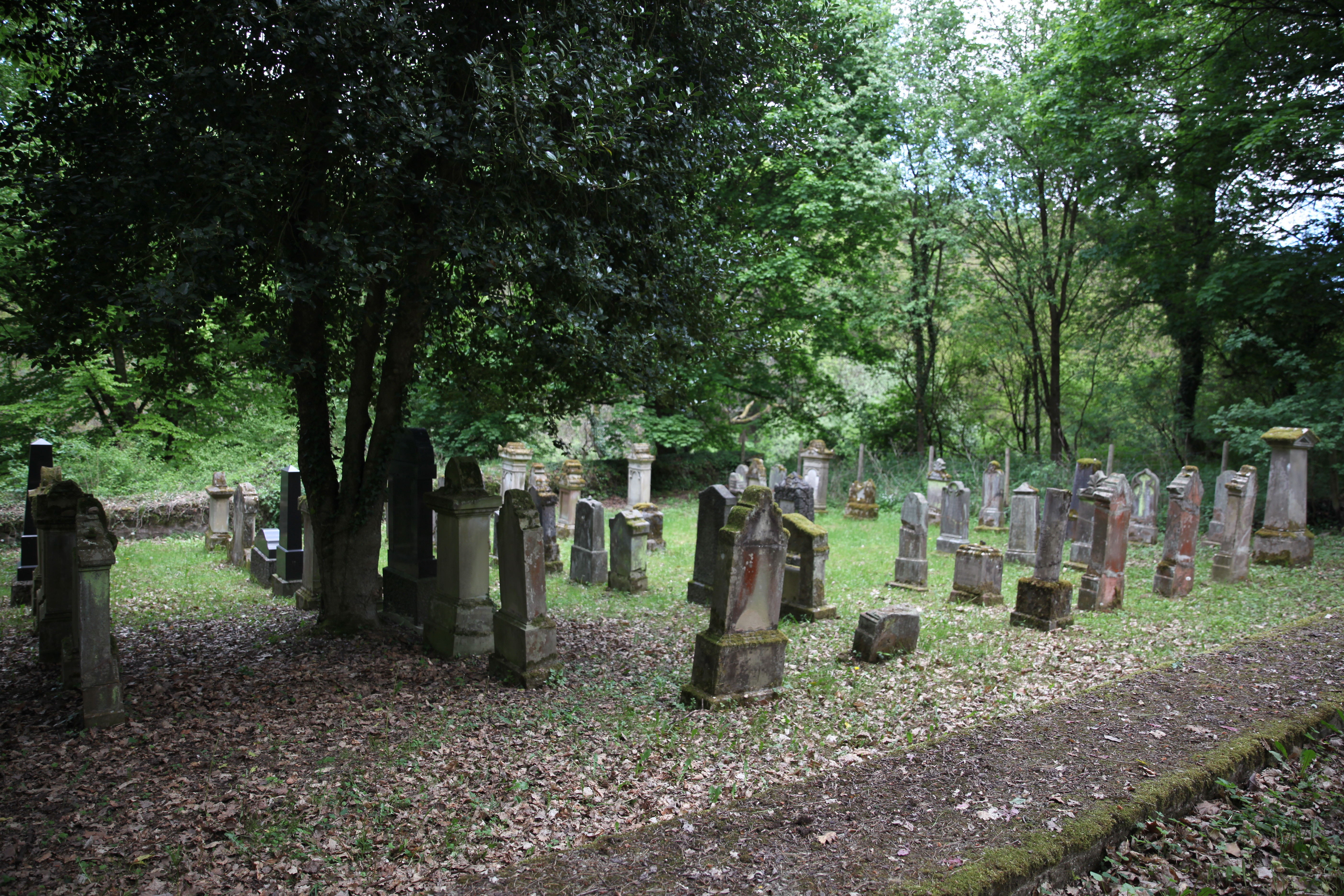
Neuer Jüdischer Friedhof in Zeltingen

## Geschichte
In Zeltingen bestand seit dem 18. Jahrhundert bis 1938/39 eine jüdische Gemeinde. 1895 hatten Zeltingen und Rachtig zusammen 78 jüdische Einwohner. Um 1924 lebten in den beiden Orten zusammen 54 jüdische Personen. Nach 1933 waren alle 48 Mitglieder der jüdischen jüdischen Gemeinde auf Grund der Folgen des wirtschaftlichen Boykotts, der zunehmenden Entrechtung und der Repressalien weggezogen beziehungsweise ausgewandert. 1939 verließ der letzte jüdische Einwohner seinen Heimatort.
In Zeltingen gibt es einen alten und einen neuen jüdischen Friedhof. Der neue jüdische Friedhof wurde 1876 etwa 160 Meter oberhalb von Zeltingen in einem Wald für die Dörfer Zeltingen und Rachtig angelegt. 1879 wurde eine Friedhofsmauer errichtet. Auf diesem Friedhofsteil sind über 60 Grabsteine (Mazewot) vorhanden. Zwischen 1927 und 1929 folgte eine Erweiterung des Friedhofs. Dieser Teil ist eingezäunt und hat noch fünf Grabsteine. Die letzten Begräbnisse fanden in den späten 1930er Jahren statt.